# Fernmeldezeugamt
Ein Fernmeldezeugamt (Abkürzung FZA) war eine Einrichtung der ehemaligen Behörde Deutsche Bundespost. Dort wurden der überwiegende Teil aller benötigten Materialien gelagert und von dort aus wurden hauptsächlich die Fernmeldeämter und Baubezirke beliefert. Weiterhin wurden fernmeldetechnische Geräte wie zum Beispiel Telefonapparate entstört und komplett instand gesetzt bzw. überholt.

## Geschichte
Vorgänger der Fernmeldezeugämter sind die 1875 nach der Vereinigung von Post- und Telegraphenwesen eingerichteten Materialverwaltungen und Werkstätten der Deutschen Reichspost bei den Oberpostdirektionen, die um 1900 zusammengefasst und in Telegraphenzeugämter (TZÄ) umbenannt wurden. Ein TZA bestand aus zwei Abteilungen: I Baustoffe und Geräte, II Apparate und Batterien. 1949 erfolgte die Umbenennung der TZÄ in Fernmeldezeugämter.

## Aufgaben
Einem Fernmeldezeugamt (FZA) oblag die Beschaffung, Lagerung, Instandsetzung und Überholung von Fernmeldezeug (FZ) sowie das Versenden desselben an Bedarfsstellen. Versorgungsbezirke eines FZA umfassten geschlossene Gebiete mehrerer Ämter des Fernmeldewesens. Anzahl und Lage der FZÄ und ihrer Versorgungsbezirke wurden vom Bundesministerium für Post- und Fernmeldewesen nach wirtschaftlichen und verkehrsgeographischen Gesichtspunkten festgelegt.
In der Zuständigkeit eines Fernmeldezentralzeugamtes (FZZA) lag das Überholen, Instandsetzung und Ändern von bestimmten fernmeldetechnischen Apparaten, Geräten und Einrichtungen sowie Beschaffung und Lagerung von bestimmten Gegenständen bzw. Gegenstandsgruppen, sofern diese Aufgaben für das Bundesgebiet aus wirtschaftlichen Gründen zentral durchzuführen war.
Der Versorgungsbezirk der Fernmeldezentralzeugämter (FZZÄ) umfasste alle Fernmeldezeugämter (FZÄ). Bedarfsstellen wurden nur in Ausnahmefällen beliefert. Anzahl, Lage und Aufgaben der FZZÄ wurden ebenfalls vom Bundespostministerium bestimmt.

## Organisation
Fernmeldezeugämter und Fernmeldezentralzeugämter gliederten sich in folgende Aufgabenbereiche:
- Z1 – Verwaltung: dazu gehörten Amtszimmer, Organisations- und Betriebswirtschaftsstellen, Personalstelle, Amtsfürsorge, Hausverwaltung und Maschinentechnik (Eingliederung wahlweise).
- Z2 – Haushalt: setzte sich zusammen aus Haushalts- und Buchungsstelle bzw. Leitbuchungsstelle, Anweisungsstelle, Hauptkasse oder Zweigkasse.
- Z3 – Lagerwirtschaft: unterteilt in Beschaffungsstellen, Lager und Versand, Kraftfahrstellen
- Z4 – Technik: Technische Stelle, Prüffelder (nur bei FZZÄ), Bezirkswerkstatt Fernmeldewesen (F) (nur bei FZÄ), Zentralwerkstatt F (nur FZZÄ)

Für die Erfüllung von Sonderaufgaben konnten zusätzliche die Dienststellen – Güteprüfung, Technische Entwicklung mit Versuchswerkstatt und Karteilistenstelle – eingerichtet werden.

## Liste der Ämter

### Fernmeldezentralzeugamt (FZZA)
Außer den Fernmeldezeugämtern gab es zwei überregionale Fernmeldezentralzeugämter (Abkürzung FZZA) mit Spezialaufgaben. Im FZZA Elmshorn wurde beispielsweise die gesamte Fernschreibtechnik für die Bundesrepublik überholt, das FZZA Göttingen war verantwortlich für alle bundesweiten Transportaufgaben zwischen den bezirklichen Fernmeldezeugämtern und hatte ebenfalls eine große Zentralwerkstatt.
- Fernmeldezeugamt Elmshorn, vorheriger Name Fernmeldezentralzeugamt Elmshorn (FZZA-E)  53° 44′ 50″ N, 9° 38′ 8″ O[1]
- Fernmeldezeugamt Göttingen, vorheriger Name Fernmeldezentralzeugamt Göttingen  51° 32′ 58″ N, 9° 53′ 28″ O

### Fernmeldezeugamt (FZA)
| Fernmeldezeugamt                   | von/bis    | Lage                        | Aufgabenbereich                              | Weiternutzung |
| ---------------------------------- | ---------- | --------------------------- | -------------------------------------------- | --- |
| Berlin (West)                      |            | 52° 27′ 25″ N, 13° 24′ 6″ O |                                              | |
| Berlin (West) – Außenlager Potsdam |            | 52° 19′ 7″ N, 13° 0′ 53″ O  |                                              | |
| Braunschweig                       |            |                             |                                              | |
| Bremen                             |            | 53° 7′ 43″ N, 8° 42′ 27″ O  |                                              | |
| Dortmund                           | - 1972     |                             |                                              | |
| Düsseldorf                         |            | 51° 10′ 1″ N, 6° 50′ 3″ O   |                                              | |
| Elmshorn                           |            | 53° 44′ 50″ N, 9° 38′ 8″ O  |                                              | |
| Erfurt                             |            | 51° 1′ 13″ N, 11° 0′ 25″ O  |                                              | |
| Euskirchen                         |            | 50° 38′ 53″ N, 6° 47′ 52″ O |                                              | |
| Göttingen                          |            | 51° 32′ 58″ N, 9° 53′ 28″ O |                                              | |
| Frankfurt am Main                  |            |                             |                                              | |
| Freiburg im Breisgau               | - 1966     |                             |                                              | |
| Hamburg                            |            | 53°35′49.14″N 09°58′32.2″E  |                                              | |
| Hamburg-Allermöhe                  | 1992 -     | 53° 30′ 2″ N, 10° 6′ 37″ O  |                                              | Heute DHL Paketzentrum Hamburg |
| Heusenstamm                        |            | 50° 2′ 59″ N, 8° 47′ 52″ O  | Zentralwerkstatt                             | Sammlungsstandort des Museums für Kommunikation Frankfurt |
| Hannover                           |            | 52° 20′ 5″ N, 9° 46′ 49″ O  |                                              | |
| Karlsruhe                          | –1966      |                             |                                              | |
| Kiel                               |            |                             |                                              | |
| Koblenz                            |            |                             |                                              | |
| Köln                               |            |                             |                                              | |
| Malsch                             | 1966-      | 48° 53′ 17″ N, 8° 18′ 42″ O | Zentrale Instandsetzung von EWSD-Komponenten | Europa-Zentrale der Firma CTDI |
| München                            | -1993/1994 | 48° 9′ 16″ N, 11° 24′ 43″ O |                                              | Ab 1994 bis 2000 Logistikzentrum für die Paketpostverteilung der DHL; 2005 bis 2014 Zwischennutzungen für „Indoor-“ Sport- und Spielflächen, dann Wohnbebauung |
| Münster                            | -1972      |                             |                                              | |
| Nürnberg                           |            | 49° 29′ 7″ N, 11° 7′ 49″ O  |                                              | |
| Oschatz                            | 1991–2000  | 51° 17′ 25″ N, 13° 7′ 43″ O |                                              | |
| Rottenburg                         |            | 48° 28′ 15″ N, 8° 56′ 47″ O |                                              | |
| Simmern                            |            | 49° 59′ 8″ N, 7° 32′ 53″ O  |                                              | |
| Speyer                             |            |                             |                                              | |
| Steinfurt (Burgsteinfurt)          |            | 52° 9′ 10″ N, 7° 19′ 8″ O   |                                              | |
| Stuttgart                          |            |                             |                                              | |
| Tübingen                           |            |                             |                                              | |